# Rafael Torres (Boxer)
Rafael Torres (* 17. April 1966 in Santiago de los Caballeros) ist ein ehemaliger dominikanischer Boxer im Strohgewicht. 

## Profikarriere
Im Jahr 1986 begann er erfolgreich seine Profikarriere. Am 30. August 1989, bereits in seinem 10. Kampf, boxte er gegen Yamil Caraballo um den Weltmeistertitel des Verbandes WBO und gewann nach Punkten. Diesen Gürtel verteidigte er Ende Juli des darauffolgenden Jahres gegen Husni Ray durch einen einstimmigen Punktsieg und hielt ihn bis 1993. 
1999 beendete er seine Karriere.